# Slavíkov (Vlastibořice)
Slavíkov (německy Slawikow) je skupina samot, část obce Vlastibořice v okrese Liberec. Nachází se asi 1,5 kilometru severně od Vlastibořic. Slavíkov leží v katastrálním území Vlastibořice o výměře 5,52 km².

## Historie
První písemná zmínka o Slavíkově pochází z roku 1547.
Slavíkov tvoří pás na levém břehu Mohelky v údolí severně od vesnice Jivina. Netvoří samostatnou základní sídelní jednotku, je přičleněn k ZSJ Jivina. Nachází se zde čtveřice samot, z nichž tři mají čísla popisná a čtvrtá (na parcelách st. 444 a 445) je nečíslovaná. Samoty leží zhruba v řadě na jedné přímce, přičemž vzdálenost mezi nimi je od 140 do 190 metrů. Na území části Slavíkov nevede žádná silnice, k samotám vedou cesty přes dva mosty přes Mohelku od silnice III/27710 na pravé straně údolí Mohelky. Na této silnici se také nachází autobusová zastávka „Sychrov, Slavíkov“, která je od nejbližšího domu ve Slavíkově vzdálena asi půl kilometru chůze, nejvzdálenější dům něco přes kilometr. 
Slavíkov je dle Mapy.cz také název kóty 381 m n. m. na pravém břehu Mohelky, tato kóta je na Geografické mapě ČR bezejmenná se značkou nivelačního bodu, od území stejnojmenné části obce je vzdálena necelý půlkilometr – tato kóta však podle mapy leží na poli v mírném svahu a nepřipomíná vrchol. V Geografické mapě ČR je název Slavíkov uveden také u stavení Třtí čp. 31 na pravém břehu Mohelky. V mapě Mapy.cz je tak označen jižní výběžek vsi Dehtáry. Zdá se tedy, že název Slavíkov bývá, ať už omylem nebo z historických důvodů, vztahován k širšímu území, než je dnešní část obce. 
V Historickém lexikonu obcí je Slavíkov zmiňován od roku 1869 jako osada, později část obce Vlastibořice, pouze od 1. července 1980 do 31. srpna 1990 jako část obce Pěnčín.

## Obyvatelstvo
| Rok            | 1869 | 1880 | 1890 | 1900 | 1910 | 1921 | 1930 | 1950 | 1961 | 1970 | 1980 | 1991 | 2001 | 2011 | 2021 |
| -------------- | ---- | ---- | ---- | ---- | ---- | ---- | ---- | ---- | ---- | ---- | ---- | ---- | ---- | ---- | ---- |
| Počet obyvatel | 32   | 9    | 21   | 11   | 10   | 9    | 17   | 7    | 3    | 2    | 2    | 2    | 0    | 0    | 8    |
| Počet domů     | 4    | 2    | 2    | 2    | 2    | 2    | 2    | 2    | 2    | 1    | 1    | 2    | 2    | 2    | 2    |